# الزرق (تثليث)
الزرق، قرية تابعة لمحافظة تثليث في منطقة عسير في المملكة العربية السعودية.

## الموقع والحدود
يقع مركز الزرق في الجهة الشرقية من محافظة تثليث على مسافة (45) كم تقريبًا، ويرتبط مع المحافظة بطريق معبد. ويحده من الشمال مركز القيرة وأرض محافظة تثليث، ويحده من الجنوب مركز العين والحمضة، ويحده من الشرق والجنوب الشرقي مركز العين ومركز أبرق النعام، ويحده من الغرب أرض محافظة تثليث ومركز الحمضة.

## المعالم الجغرافية
تتميز أرض الزرق بانبساط أراضيها بوجه عام، كما تتخللها مجموعة من الجبال والأودية، ومن أهمها:
الجبال:
القهرة.
- الخانق.
- مغيران.
- السمرة.
- المليح.

الأودية:
- وادي نعام.
- وادي الزرق.[2]

## السكان
بلغ عدد السكان في مركز الزرق وفقًا لإحصائية السكان في عام 1425هـ (3669) نسمة، ونظرًا للطبيعة الجغرافية لأرض الزرق ؛ فإنه مجتمع رعوي تغلب عليه الطبيعة البدوية، إلى جانب التحاق بعض السكان بالوظائف الحكومية وخاصة الوظائف العسكرية منها.